# Mihkel Aksalu
Mihkel Aksalu (Kuressaare, 7 november 1984) is een profvoetballer uit Estland die speelt als doelman. Hij staat sinds 2013 onder contract bij de Finse club Seinäjoen Jalkapallokerho na eerder onder meer voor Sheffield United en Mansfield Town te hebben gespeeld.

## Interlandcarrière
Aksalu maakte in 2007 voor het eerst zijn opwachting bij de nationale ploeg van Estland. Onder leiding van bondscoach Viggo Jensen maakte hij zijn debuut op 17 oktober 2007 in de vriendschappelijke wedstrijd tegen Montenegro (1-0 nederlaag) in Tallinn. Hij moest in dat duel na 45 minuten plaatsmaken voor Sergei Pareiko.
| Interlands van Mihkel Aksalu             | Interlands van Mihkel Aksalu    | Interlands van Mihkel Aksalu    | Interlands van Mihkel Aksalu    | Interlands van Mihkel Aksalu    | Interlands van Mihkel Aksalu    |
| №                                        | Datum                           | Wedstrijd                       | Uitslag                         | Competitie                      | Goals                           |
| Als speler van FC Flora Tallinn          | Als speler van FC Flora Tallinn | Als speler van FC Flora Tallinn | Als speler van FC Flora Tallinn | Als speler van FC Flora Tallinn | Als speler van FC Flora Tallinn |
| ---------------------------------------- | ------------------------------- | ------------------------------- | ------------------------------- | ------------------------------- | ------------------------------- |
| 1                                        | 17 oktober 2007                 | Estland – Montenegro            | 0 – 1                           | Vriendschappelijk               | 0                               |
| 2                                        | 9 november 2007                 | Saoedi-Arabië – Estland         | 2 – 0                           | Vriendschappelijk               | 0                               |
| 3                                        | 31 mei 2008                     | Litouwen – Estland              | 1 – 0                           | Vriendschappelijk               | 0                               |
| 4                                        | 10 september 2008               | Bosnië en Herzegovina – Estland | 7 – 0                           | WK-kwalificatie                 | 0                               |
| 5                                        | 22 november 2008                | Estland – Litouwen              | 1 – 1                           | Vriendschappelijk               | 0                               |
| 6                                        | 30 december 2009                | Angola – Estland                | 0 – 1                           | Vriendschappelijk               | 0                               |
| Als speler van Sheffield United          |                                 |                                 |                                 |                                 |                                 |
| 7                                        | 3 maart 2010                    | Georgië – Estland               | 2 – 1                           | Vriendschappelijk               | 0                               |
| 8                                        | 20 juni 2010                    | Litouwen – Estland              | 2 – 0                           | Vriendschappelijk               | 0                               |
| 9                                        | 7 september 2010                | Estland – Oezbekistan           | 3 – 3                           | Vriendschappelijk               | 0                               |
| Als speler van FC Flora Tallinn          |                                 |                                 |                                 |                                 |                                 |
| 10                                       | 28 mei 2012                     | Estland – Oekraïne              | 0 – 4                           | Vriendschappelijk               | 0                               |
| Als speler van Seinäjoen Jalkapallokerho |                                 |                                 |                                 |                                 |                                 |
| 11                                       | 19 november 2013                | Liechtenstein – Estland         | 0 – 3                           | Vriendschappelijk               | 0                               |
| 12                                       | 7 juni 2014                     | Estland – Tadzjikistan          | 2 – 1                           | Vriendschappelijk               | 0                               |
| 13                                       | 12 november 2014                | Noorwegen – Estland             | 0 – 1                           | Vriendschappelijk               | 0                               |
| 14                                       | 15 november 2014                | San Marino – Estland            | 0 – 0                           | EK-kwalificatie                 | 0                               |
| 15                                       | 31 maart 2015                   | Estland – IJsland               | 1 – 1                           | Vriendschappelijk               | 0                               |
| 16                                       | 14 juni 2015                    | Estland – San Marino            | 2 – 0                           | EK-kwalificatie                 | 0                               |